# عكا والرحيل
عكا و الرحيل هي رواية للروائي إلياس أنيس خوري، صدرت عام 1988، ضمن منشورات اتحاد الكتاب العرب بدمشق. يتناول فيها الكاتب حكاية فلسطين مجسدا في تاريخ مدينة عكا، يتتبع قصة خديجة الصالح، التي نشأت وأصبحت أول متعلمة في عائلتها، كما يتناول المأساة الفلسطينية من عدة ملامح وتيمات ومنها الهجرة والمقاومة والتخاذل وغيرها.
الرواية من تأليف إلياس أنيس خوري، الكاتب الفلسطيني السوري المولود في عكا. درس في جامعة دمشق خلال السبعينيات، وعمل في صحيفة البعث منذ عام 1968. كثيرًا ما يُخطأ في نسب رواية عكا والرحيل إلى الروائي اللبناني إلياس خوري، لكن الصحيح أن المؤلف هو إلياس أنيس خوري من فلسطين.1968.

## ملخص الرواية
في مدينة عكا الساحلية، وفي بدايات القرن العشرين، تولد خديجة التي تحظى بحب والدها فارس الصالح وعطفه المميز، حيث كان يعاملها بحنوّ خاص مقارنة بإخوتها. يُدخلها المدرسة الإنجيلية، وهو أمر نادر في الأوساط العربية آنذاك. تكبر خديجة وتتميز بشخصيتها الثائرة والمتحررة في بيئة عكا التقليدية.
مع مرور الوقت، تواجه خديجة اتهامًا في شرفها نتيجة غيابها عن منزل العائلة لعدة أيام، حيث شاع أنها هربت مع حبيبها. لاحقًا، تتزوج من أحمد النجار وتنجب ثلاثة أطفال. كان أحمد شخصية صلبة وحازمة، وقد وصل به الأمر إلى طرد ابنه رضوان من المنزل ومعاقبته بالحرمان بعدما تزوج راقصة إنجليزية يهودية. يعود رضوان من إنجلترا ليجد والده في السجن وأخاه هاربًا من المستعمرين الإنجليز. يتدخل رضوان لدى أحد ضباط الانتداب البريطاني لإطلاق سراح والده، لكن الأب يرفض أن يغفر له خطأه الأول، مما يدفع رضوان للرحيل مرة أخرى دون عودة.
في هذه المرحلة، تنتقل الحكاية من عكا إلى نيويورك في بدايات القرن العشرين، حيث يتحول الزمن من فترة دخول اليهود إلى فلسطين إلى لحظة اعتراف الأمم المتحدة بالدولة الجديدة. يسلط المؤلف الضوء على قصة ديب النجار، الذي هرب من فلسطين المحتلة ليستقر في نيويورك. كما يسرد مأساة إيمان، التي عانت ألم الانفصال عن والدتها بعد قصف إسرائيلي ومحاولاتها المستميتة لجمع شمل عائلتها. تتطرق القصة أيضًا إلى شخصية حسن، الذي بقي تحت الاحتلال الإسرائيلي، وحاول طمس أصوله وأفكاره للتكيف مع متطلبات المرحلة الجديدة. بذلك، تنسج الرواية حكاية متعددة الأبعاد تصور مأساة الشعب الفلسطيني بين المنفى والاحتلال وتعكس تشظي الذات الفلسطينية بين ألم الهجرة وحلم العودة إلى الوطن.

## نقد الرواية
رغم أنها أولى أعمال الروائي والصحفي إلياس أنيس خوري، إلا أنها تحمل قدرًا ملحوظًا من النضج والتكامل، مع أسلوب يعكس هوية كاتب متمرس، كما أن الرواية هي تأريخ لتغيرات الحياة في مدينة عكا وتجربتها مع موجات التغيير التي طالت هويتها خصوصا في المرحلة المعاصرة.

## اقتباسات
- لم تجرؤ أن تسأله من أين جاء هو. شقاره الفاقع وعيناء الزرقاوان وبشرته الوردية لم تنبت بالتأكيد في تلك الأرض القاسية ذات العينين السوداوين والشعر المكزبر الفاحم والسذاجة الأسرة.
- آخر ما قرأته كان عن ثورة مايو الباريسية . الأسئلة تؤرقني فأحاول أن أتجاهلها . لماذا يتمردون وهم حاصلون على كل ما أصبو إليه ، وعلى ما أنا واثق أنني لن أصل إليه إلا إذا احترق العالم وانبعث مرة ثانية . أهو التمرد من أجل التمرد ؟ قد لا تكون المسألة بهذه البساطة . هناك نقاط مفاتيح هي بالتأكيد خافية علي.
- تحدث قليلاً عن الدور الحقير الذي يلعبه الانكليز ، وعن الدور الأحقر الذي يلعبه العرب ضد بعضهم بعضاً.